# 가마우지과
가마우지과(Phalacrocoracidae)는 약 40종의 물새로 이루어진 과이다.  이 과에 대한 여러 가지 분류가 제안되었지만, 2021년 국제 조류학자 연합(IOU)은 7개의 속으로 구성된 분류법을 채택했다.
한국에서 발견되는 가마우지의 종류로는 가마우지·민물가마우지·쇠가마우지·붉은뺨가마우지의 5종이 알려져 있다.
중대형 조류로 몸무게는 0.35~5 kg, 날개 길이는 60~100 cm이다. 대부분의 종은 어두운 깃털을 가지고 있다. 부리는 길고 가늘며 갈고리 모양이다. 네 발가락 사이에 물갈퀴가 있다. 모든 종은 물고기를 잡아먹으며 수면에서 잠수하여 먹이를 잡는다.
가마우지는 해안가, 나무, 섬 또는 절벽에 무리를 지어 둥지를 틀고 서식한다. 해안성 조류이며, 일부는 내륙에 서식하기도 한다. 그들은 태평양 중앙의 섬을 제외한 전 세계에 분포한다.

## 분류
가마우지과는 전통적으로 사다새목으로 분류했으며, 1990년대 시블리 알퀴스트 조류 분류에서는 확장된 황새목으로 분류했다. 전통적인 사다새목은 발끝에 물갈퀴가 있는 모든 물새를 말하며, 먼 친척인 열대새목을 제외하더라도 단계통군은 아니다. 그럼에도 불구하고 가마우지과는 다른 새들보다 뱀목가마우지과와 가다랭이잡이과에 더 가까우며 사다새목이나 펭귄과도 가깝다는 증거가 많다.
최근 몇 년 동안 가마우지과에 대한 선호되는 분류법이 등장했다. 살아있는 모든 가마우지를 단일 속인 "가마우지속"으로 분류하거나, 황제가마우지류와 갈라파고스가마우지 등을 분리하는 것이다. 또는 가마우지속을 분할하여 가장 극단적인 경우 가마우지속에 민물가마우지, 흰가슴가마우지, 가마우지의 세 종만 남길 수도 있었다. 2014년에 획기적인 연구에서 7개 속으로 나누는 방법을 제안했으먀,, 이는 IUCN 적색 목록과 버드라이프 인터내셔널에서 채택했고, 2021년에는 국제 조류학자 연합(IOC)에서 이를 표준화하여 채택하였다.
2014년에 발표된 다유전자 분자계통학 연구는 이 과에 대한 속 수준의 계통을 제시했다.
|  | 쇠가마우지속(Urile) – 4종         |
|  |                                   |
|  | 가마우지속(Phalacrocorax) – 12 종 |
|  |                                   |

|  | 유럽가마우지속(Gulosus – 유럽가마우지                                                                          |
|  | |
|  | \| \| 짧은날개가마우지속(Nannopterum) – 3종 \| \| \| \| \| \| 푸른눈가마우지속(Leucocarbo]] – 16종 \| \| \| \| |
|  | |
|  | 짧은날개가마우지속(Nannopterum) – 3종                                                                          |
|  | |
|  | 푸른눈가마우지속(Leucocarbo]] – 16종                                                                           |
|  | |

|  | 짧은날개가마우지속(Nannopterum) – 3종 |
|  |                                       |
|  | 푸른눈가마우지속(Leucocarbo]] – 16종  |
|  |                                       |

|  | 쇠가마우지속(Urile) – 4종         |
|  |                                   |
|  | 가마우지속(Phalacrocorax) – 12 종 |
|  |                                   |

|  | 유럽가마우지속(Gulosus – 유럽가마우지                                                                          |
|  | |
|  | \| \| 짧은날개가마우지속(Nannopterum) – 3종 \| \| \| \| \| \| 푸른눈가마우지속(Leucocarbo]] – 16종 \| \| \| \| |
|  | |
|  | 짧은날개가마우지속(Nannopterum) – 3종                                                                          |
|  | |
|  | 푸른눈가마우지속(Leucocarbo]] – 16종                                                                           |
|  | |

|  | 짧은날개가마우지속(Nannopterum) – 3종 |
|  |                                       |
|  | 푸른눈가마우지속(Leucocarbo]] – 16종  |
|  |                                       |

|  | 쇠가마우지속(Urile) – 4종         |
|  |                                   |
|  | 가마우지속(Phalacrocorax) – 12 종 |
|  |                                   |

|  | 유럽가마우지속(Gulosus – 유럽가마우지                                                                          |
|  | |
|  | \| \| 짧은날개가마우지속(Nannopterum) – 3종 \| \| \| \| \| \| 푸른눈가마우지속(Leucocarbo]] – 16종 \| \| \| \| |
|  | |
|  | 짧은날개가마우지속(Nannopterum) – 3종                                                                          |
|  | |
|  | 푸른눈가마우지속(Leucocarbo]] – 16종                                                                           |
|  | |

|  | 짧은날개가마우지속(Nannopterum) – 3종 |
|  |                                       |
|  | 푸른눈가마우지속(Leucocarbo]] – 16종  |
|  |                                       |

|  | 쇠가마우지속(Urile) – 4종         |
|  |                                   |
|  | 가마우지속(Phalacrocorax) – 12 종 |
|  |                                   |

|  | 유럽가마우지속(Gulosus – 유럽가마우지                                                                          |
|  | |
|  | \| \| 짧은날개가마우지속(Nannopterum) – 3종 \| \| \| \| \| \| 푸른눈가마우지속(Leucocarbo]] – 16종 \| \| \| \| |
|  | |
|  | 짧은날개가마우지속(Nannopterum) – 3종                                                                          |
|  | |
|  | 푸른눈가마우지속(Leucocarbo]] – 16종                                                                           |
|  | |

|  | 짧은날개가마우지속(Nannopterum) – 3종 |
|  |                                       |
|  | 푸른눈가마우지속(Leucocarbo]] – 16종  |
|  |                                       |

|  | 쇠가마우지속(Urile) – 4종         |
|  |                                   |
|  | 가마우지속(Phalacrocorax) – 12 종 |
|  |                                   |

|  | 유럽가마우지속(Gulosus – 유럽가마우지                                                                          |
|  | |
|  | \| \| 짧은날개가마우지속(Nannopterum) – 3종 \| \| \| \| \| \| 푸른눈가마우지속(Leucocarbo]] – 16종 \| \| \| \| |
|  | |
|  | 짧은날개가마우지속(Nannopterum) – 3종                                                                          |
|  | |
|  | 푸른눈가마우지속(Leucocarbo]] – 16종                                                                           |
|  | |

|  | 짧은날개가마우지속(Nannopterum) – 3종 |
|  |                                       |
|  | 푸른눈가마우지속(Leucocarbo]] – 16종  |
|  |                                       |

|  | 쇠가마우지속(Urile) – 4종         |
|  |                                   |
|  | 가마우지속(Phalacrocorax) – 12 종 |
|  |                                   |

|  | 유럽가마우지속(Gulosus – 유럽가마우지                                                                          |
|  | |
|  | \| \| 짧은날개가마우지속(Nannopterum) – 3종 \| \| \| \| \| \| 푸른눈가마우지속(Leucocarbo]] – 16종 \| \| \| \| |
|  | |
|  | 짧은날개가마우지속(Nannopterum) – 3종                                                                          |
|  | |
|  | 푸른눈가마우지속(Leucocarbo]] – 16종                                                                           |
|  | |

|  | 짧은날개가마우지속(Nannopterum) – 3종 |
|  |                                       |
|  | 푸른눈가마우지속(Leucocarbo]] – 16종  |
|  |                                       |

|  | 쇠가마우지속(Urile) – 4종         |
|  |                                   |
|  | 가마우지속(Phalacrocorax) – 12 종 |
|  |                                   |

|  | 유럽가마우지속(Gulosus – 유럽가마우지                                                                          |
|  | |
|  | \| \| 짧은날개가마우지속(Nannopterum) – 3종 \| \| \| \| \| \| 푸른눈가마우지속(Leucocarbo]] – 16종 \| \| \| \| |
|  | |
|  | 짧은날개가마우지속(Nannopterum) – 3종                                                                          |
|  | |
|  | 푸른눈가마우지속(Leucocarbo]] – 16종                                                                           |
|  | |

|  | 짧은날개가마우지속(Nannopterum) – 3종 |
|  |                                       |
|  | 푸른눈가마우지속(Leucocarbo]] – 16종  |
|  |                                       |

|  | 쇠가마우지속(Urile) – 4종         |
|  |                                   |
|  | 가마우지속(Phalacrocorax) – 12 종 |
|  |                                   |

|  | 유럽가마우지속(Gulosus – 유럽가마우지                                                                          |
|  | |
|  | \| \| 짧은날개가마우지속(Nannopterum) – 3종 \| \| \| \| \| \| 푸른눈가마우지속(Leucocarbo]] – 16종 \| \| \| \| |
|  | |
|  | 짧은날개가마우지속(Nannopterum) – 3종                                                                          |
|  | |
|  | 푸른눈가마우지속(Leucocarbo]] – 16종                                                                           |
|  | |

|  | 짧은날개가마우지속(Nannopterum) – 3종 |
|  |                                       |
|  | 푸른눈가마우지속(Leucocarbo]] – 16종  |
|  |                                       |